# Oreonax flavicauda
La scimmia lanosa dalla coda gialla  (Oreonax flavicauda (Humboldt, 1812)) è un primate della famiglia degli Atelidae, endemico del Perù. In passato classificata come Lagothrix flavicauda è oggi considerata come l'unica specie del genere Oreonax.

## Descrizione
È una scimmia di taglia medio-piccola, lunga 50–70 cm, con un peso di 5.5-10.8 kg.

Ha una coda prensile lunga 60–70 cm con una larga striscia gialla in prossimità dell'estremità che è la caratteristica distintiva della specie.

Possiede una pelliccia fitta e lanosa, che la protegge dalle rigide temperature del suo habitat montano. Il colore della pelliccia è rosso-brunastro. Il viso è glabro e di colore nero, con l'eccezione di una macchia biancastra attorno alla bocca.

## Distribuzione e habitat
L'areale di questa specie è ristretto ad una piccola area di foresta pluviale delle Ande peruviane, a cavallo tra le regioni di San Martín e Amazonas, ad una altitudine compresa tra 1.700 e 2.700 m. L'area ricade in parte all'interno del Parco nazionale del Rio Abiseo.

## Biologia
Questa specie ha abitudini arboricole e diurne.

Vive in piccoli gruppi di 4-13 individui

Si nutre essenzialmente di frutti, fiori, germogli e foglie.

Ha abitudini poligame. Le femmine danno alla luce un unico piccolo ogni uno-due anni.
La maturità sessuale viene raggiunta intorno ai 4 anni di vita.

Il principale predatore della specie è il Felis concolor.

## Status e conservazione
La popolazione attuale è stimata intorno ai 250 esemplari. Su questa base la IUCN Red List considera questa specie in pericolo critico di estinzione.

La Zoological Society of London, in base a criteri di unicità evolutiva e di esiguità della popolazione, considera Oreonax flavicauda una delle 100 specie di mammiferi a maggiore rischio di estinzione.

La CITES ha inserito questa specie nella Appendice I (specie di cui è vietato il commercio).